# Eurycope affinis
Eurycope affinis là một loài chân đều trong họ Munnopsidae. Loài này được Birstein miêu tả khoa học năm 1970.